# شارلوت لوبون
شارلوت لوبون (انگلیسی: Charlotte Le Bon؛ زادهٔ ۴ سپتامبر ۱۹۸۶) یک هنرپیشه، مانکن (فرد) و مجری اهل کانادا است. وی از سال ۲۰۰۷ میلادی تاکنون مشغول فعالیت بوده‌است.
از فیلم‌های معروف او می‌توان به فیلم‌های حالت نیلی, انتروپوید، بندباز و هشدار اشاره کرد.